# S/S Örnen

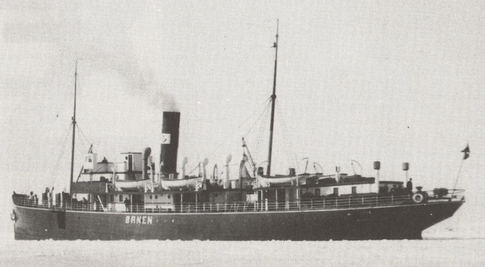
Ørnen under perioden när Bornholm och Själland trafikerades 1909–1929

S/S Örnen var från början en dansk passagerarfärja som körde rutten mellan Köpenhamn och Rönne under 20 år från 1909. Under 1930-talet fick fartyget svensk ägare som drev trafik från Stockholm till olika destinationer på Sveriges ostkust, blev sedan satt i Öresundstrafik under 1950-talet fram till 1960 då trafik mellan Vasa och Örnsköldsvik tog vid. Året 1966 såldes fartyget till Italien för trafik på Adriatiska havet över Otrantosundet till Grekiska fastlandet. Såldes till ny ägare och sattes i trafik 1968 på samma destinationer fram till 1972 då fartyget till sist blev skrotat i Brindisi.

## Historik
Fartyget sjösattes 9 januari 1909 med namnet Ørnen och levererades i april för i trafik på Östersjön genom Dampskibsselskabet paa Bornholm af 1866 A/S (66-bådene) och den första turen från Köpenhamn ankom Rønne på Bornholm den 5 maj samma år. Fartyget var i tjänst på denna linje fram tills 1929. Såldes sedan till Stockholms Rederi Svea, döptes om till Örnen och renoverades på Kockumsvarvet där hon målades vit för att sedan sättas i trafik på linje Stockholm från Kungsholms hamnplan, Södertälje via Södertälje kanal, Oskarshamn, Borgholm och Kalmar. Linjesträckningen förlängdes 1937 till sin ursprungliga hemmahamn Rønne.
Under andra världskriget fortsatte trafiken sommartid men där slutdestinationen Bornholm ställdes in. Den 29 november 1944 tog fartyget över trafiken från Nynäshamn till Gotland efter att passagerarbåten Hansa sänkts av en torped. Ersättningstrafiken pågick med marin fartygseskort fram till januari 1945 då Rederi AB Gotlands ordinarie fartyg Thjelvar kom tillbaka från tjänstgöring som hjälplogementsfartyg vid ett ubåtsförband i Svenska marinen. Därefter återick Örnen till sin ordinarie trafik till Öland fram tills 10 juni 1945 då hon gick på grund utanför Vikbolandet och var sedan under ett år i Oskarshamn på grund av reparation, ombyggnader och andra förseningar och var åter i trafik på linjen 16 juni 1946.
I augusti 1950 sattes fartyget in på trafik mellan Malmö och Köpenhamn av Stockholms Rederi Svea för att konkurrera med den befintliga trafiken över Öresund, vilket ledde till att Svenska Rederi AB Öresund köpte fartyget för 1,35 miljoner och byggde om det på Finnboda Varv. Sattes sedan i trafik av sin nya ägare 20 maj 1951 och kunde nu ta 1050 passagerare med fem utskänkningslokaler där hytter tidigare funnits samt ny radar, högtalarsystem och hjälpmaskiner.
1959 såldes fartyget till Oy Vaasa-Umeå AB för trafik mellan Vasa och Örnsköldsvik. En ombyggnad för att ta ombord bilar genomfördes och vid trafikstarten 1960 kunde fartyget ta 20 personbilar vilket mer än fördubblades genom ytterligare en ombyggnad året därpå. Linjen över Bottniska viken med Örnen varade fram till 31 augusti 1965 då fartyget lades upp i avvaktan på försäljning. Innan året var slut hade den nya ägaren Giacomo Antonio & Giuseppe Rubaudo hittats i Imperia i Italien för trafik över Adriatiska havet. Nu fick hon namnet Rudiae och påbörjade rutten mellan Otranto och Igoumenitsa från 1966. Ett par år senare tog den nya ägaren Rosvega Maritime SA över som drev trafiken vidare nu omdöpt till Rumba som körde vidare på samma hamnar som innan. Till sist såldes hon till Fercomit och skrotades i februari 1972 i Brindisi.

## Bildgalleri

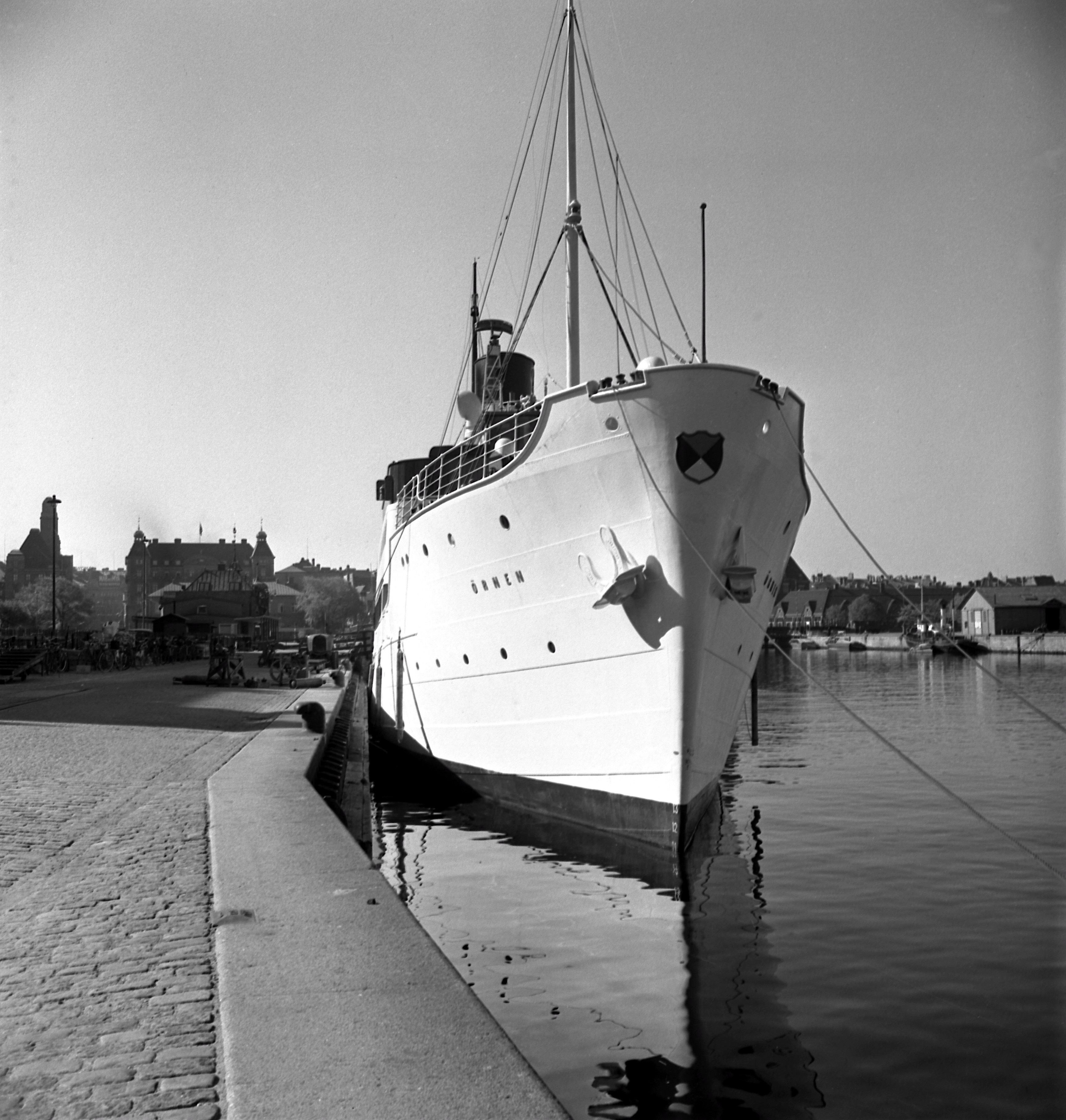
Vid kaj i Malmö hamn
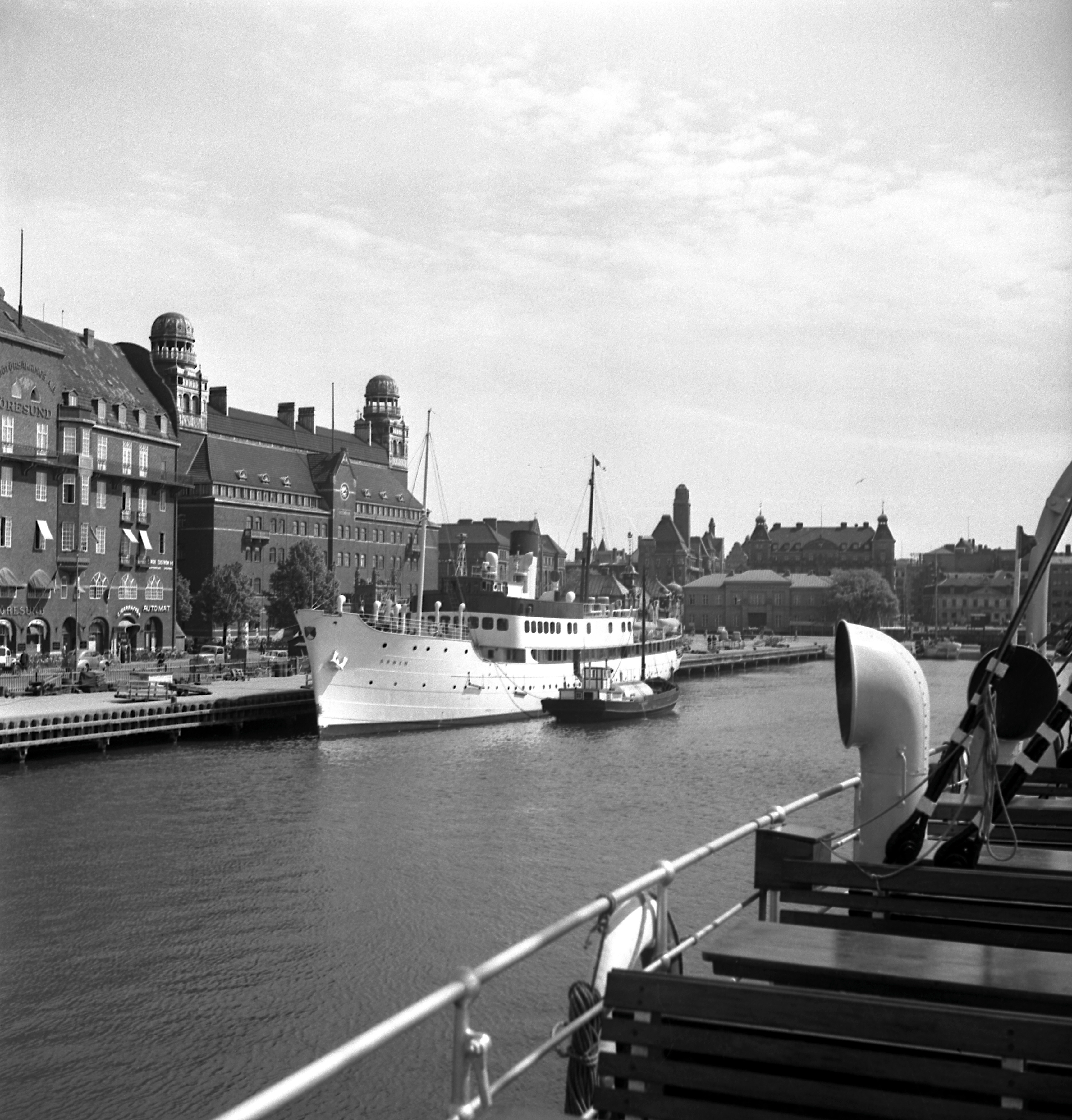
Framför Centralposthuset
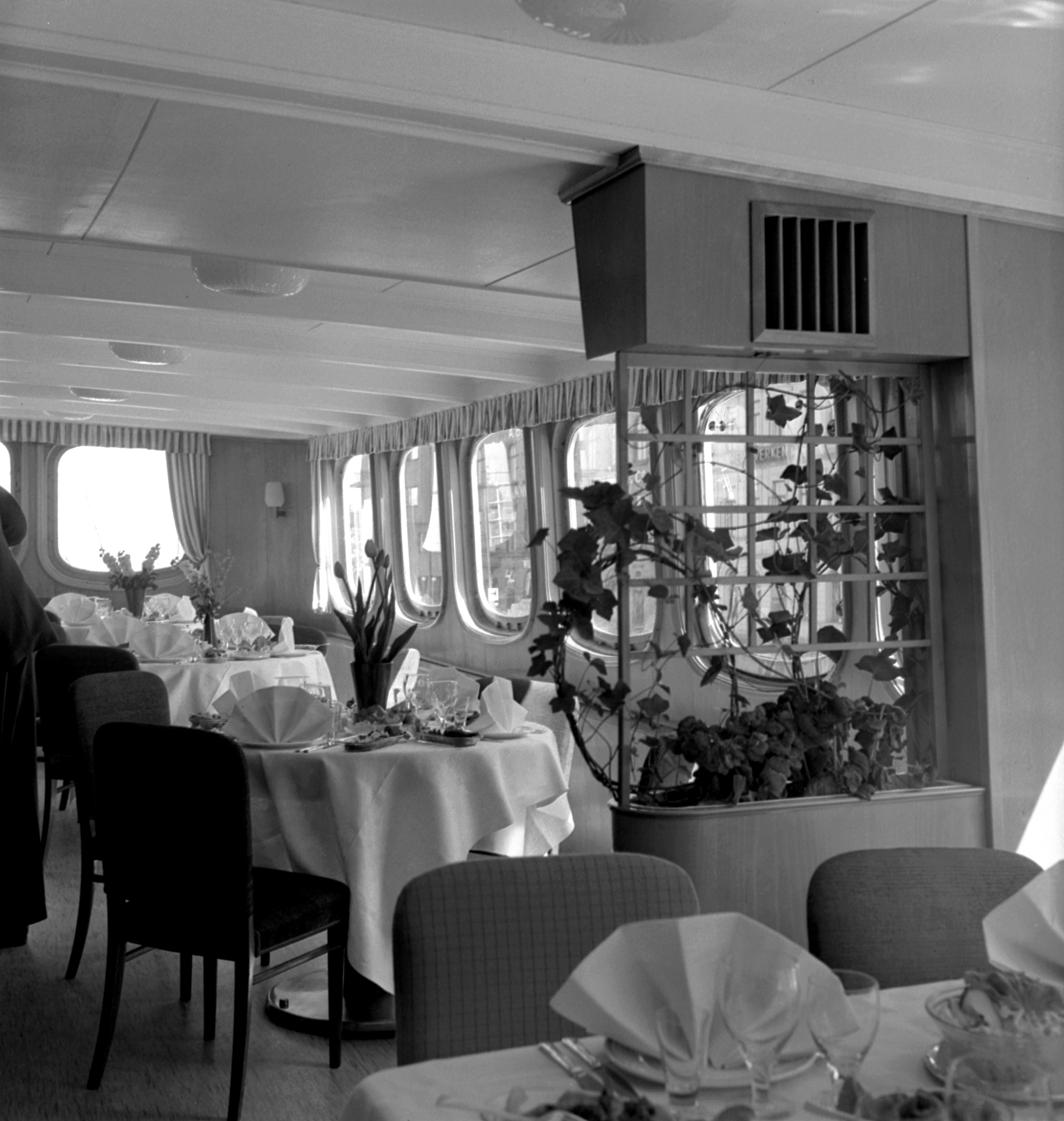
Matsalen föröver
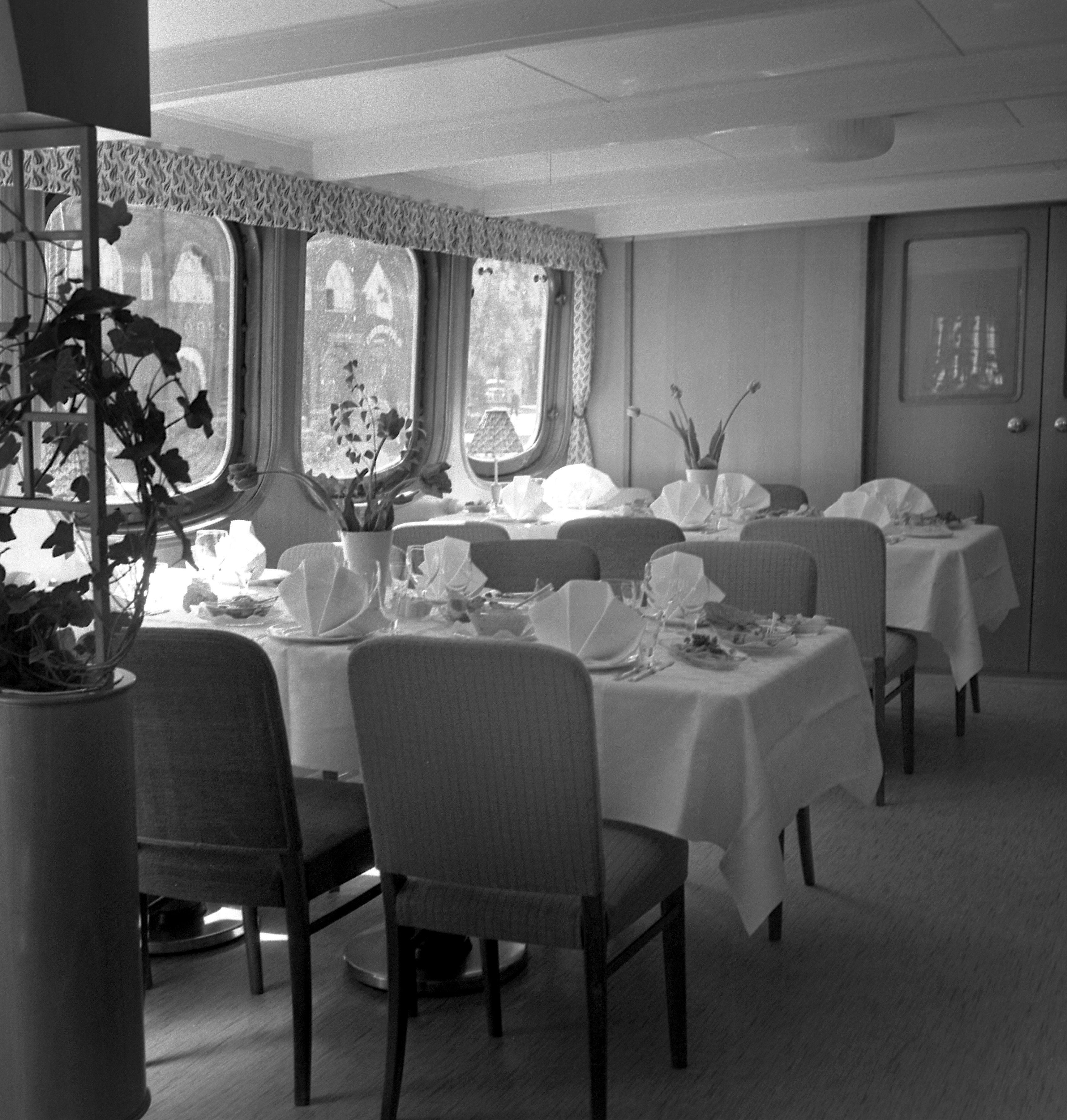
Matsalen akterut
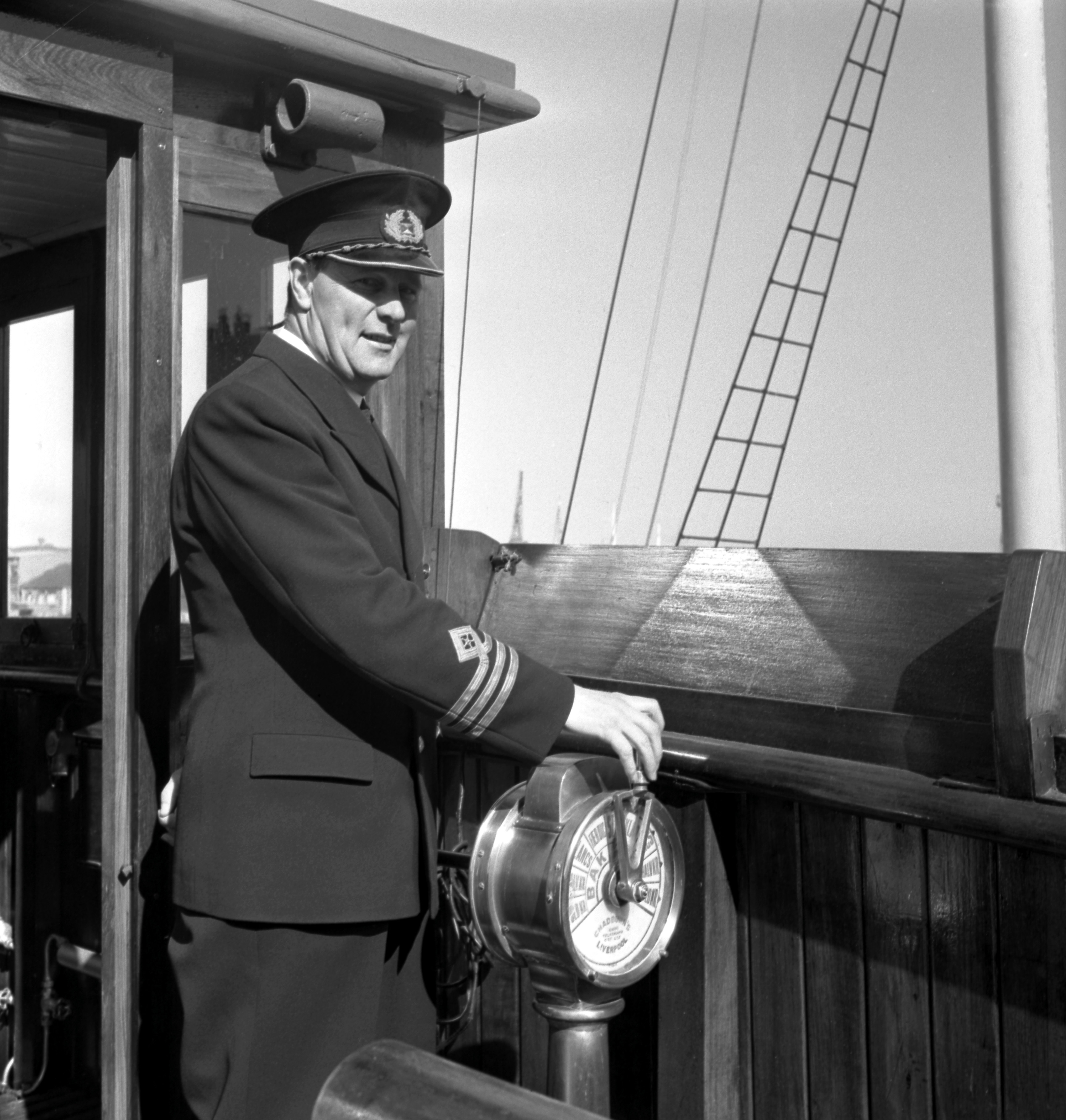
Kapten Bånge
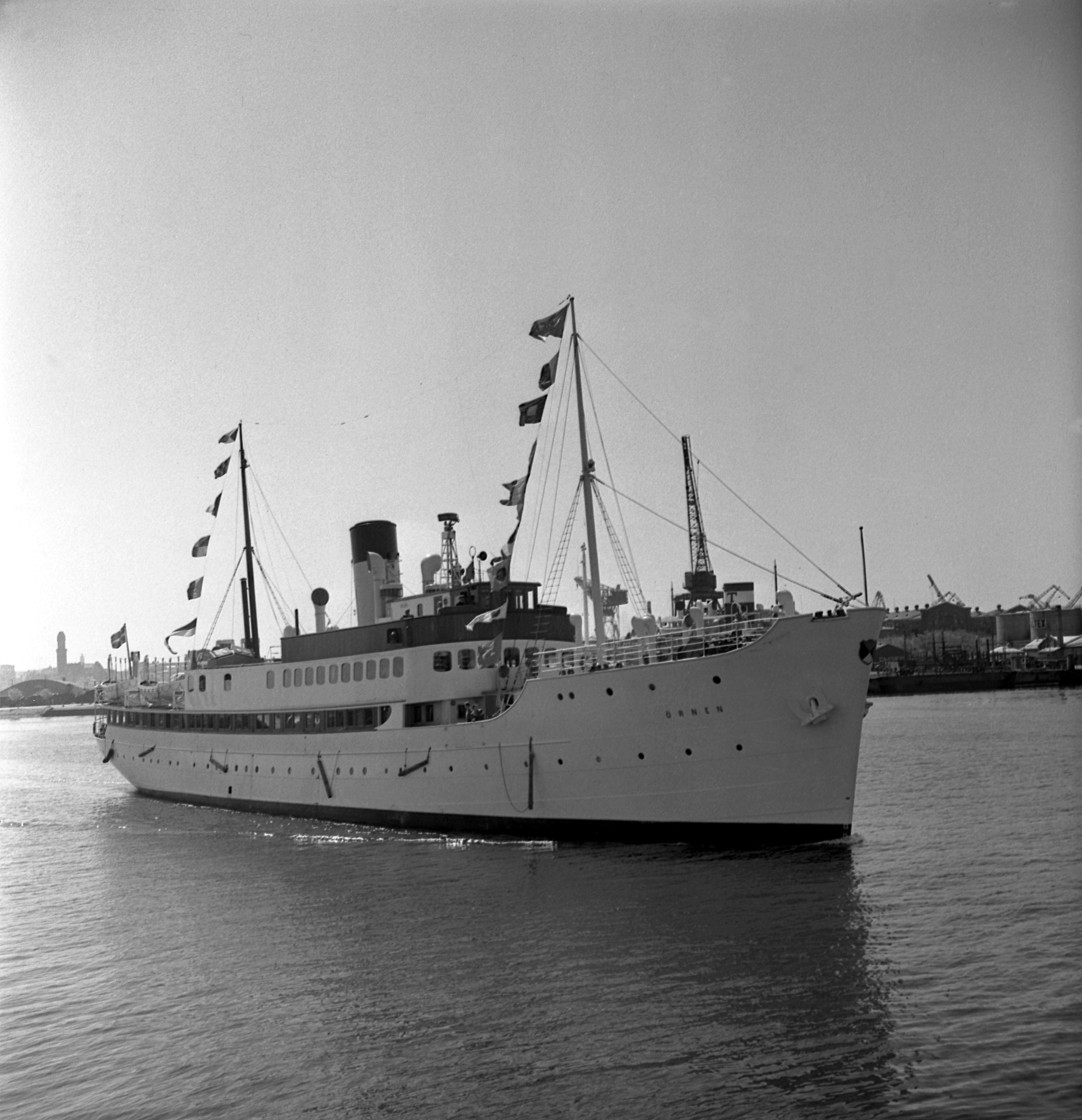
Flaggad för sundstur
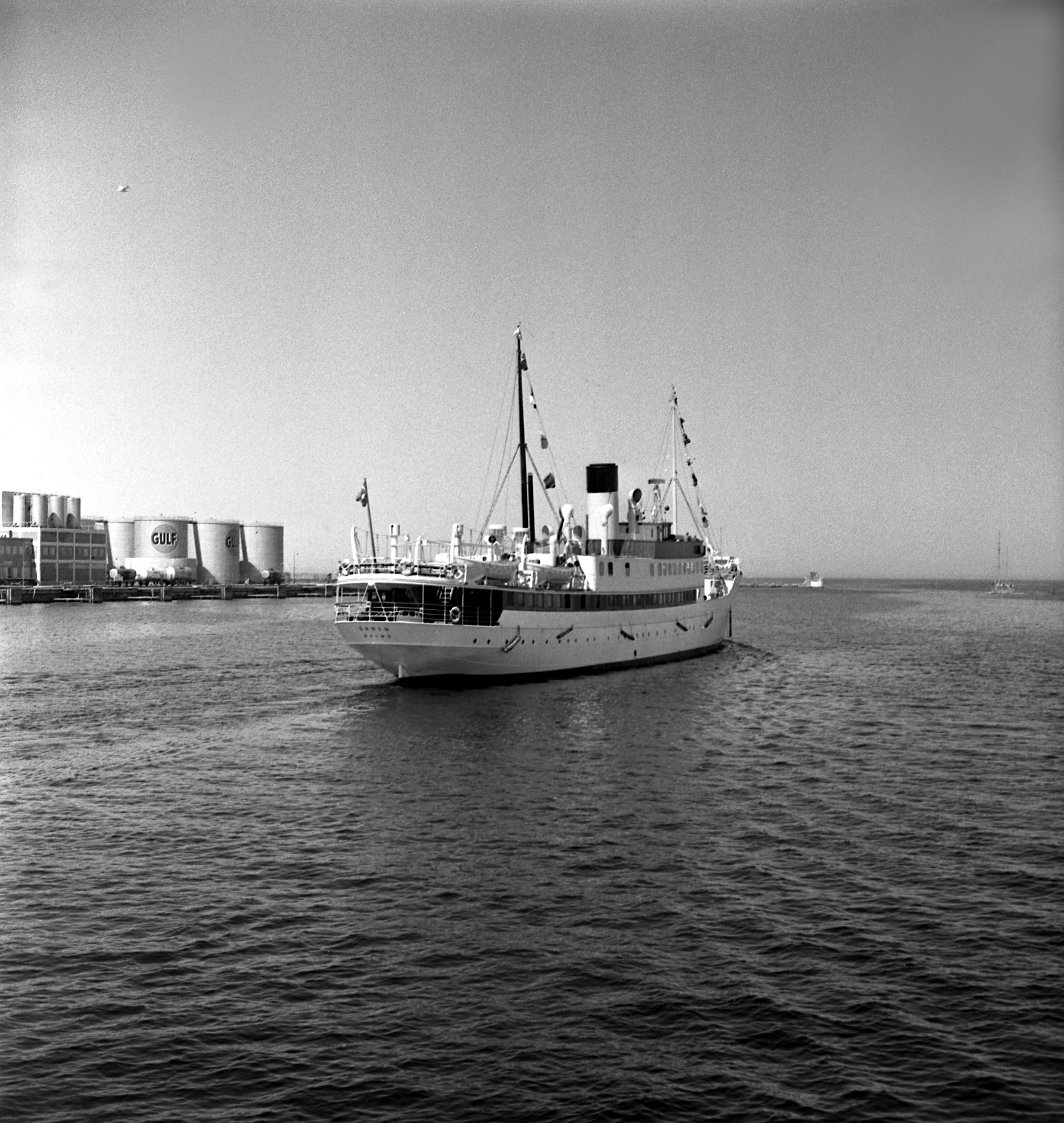
På väg ut ur hamnen
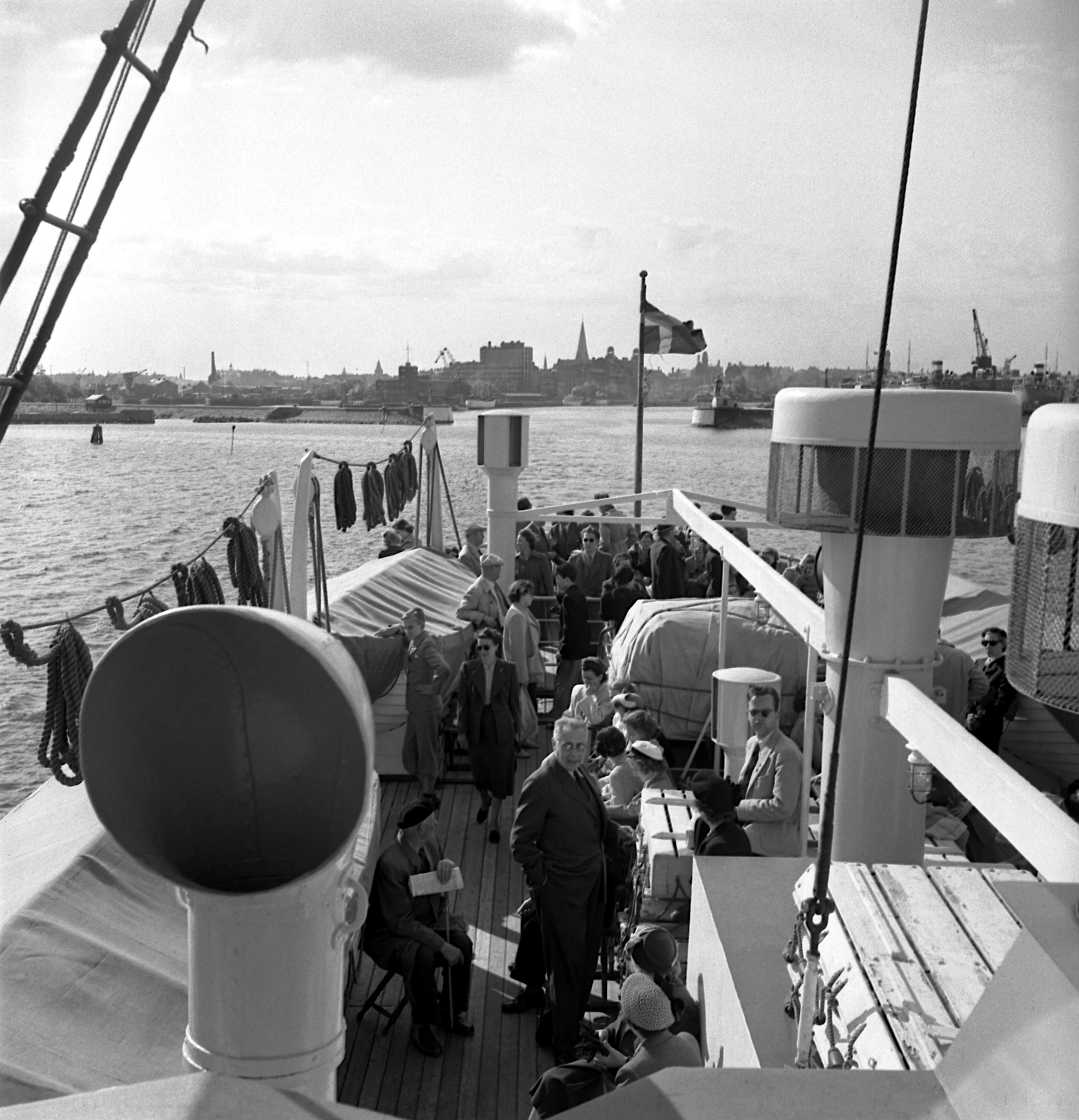
Soldäck med Malmö bakom
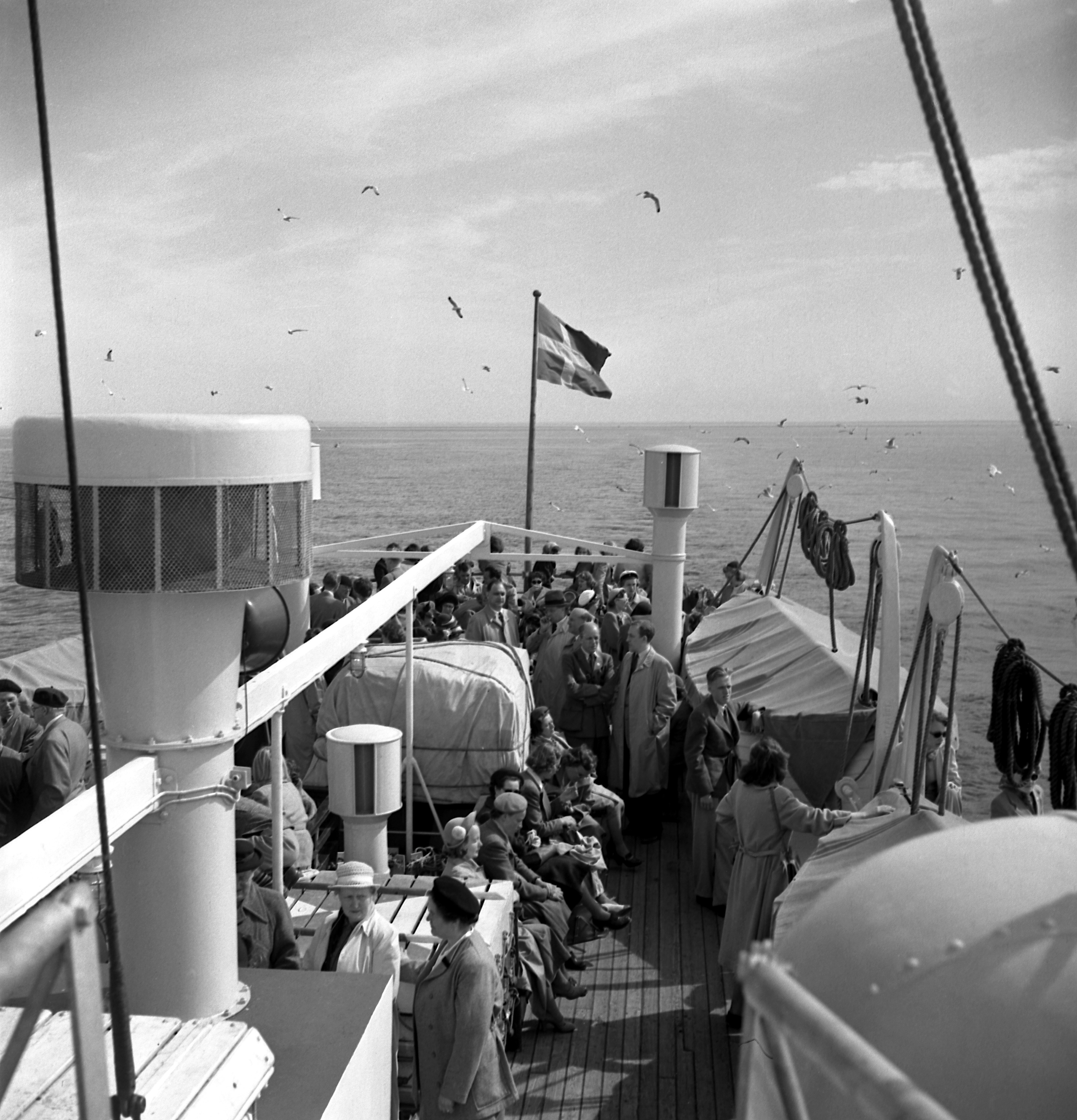
Måsar över soldäck
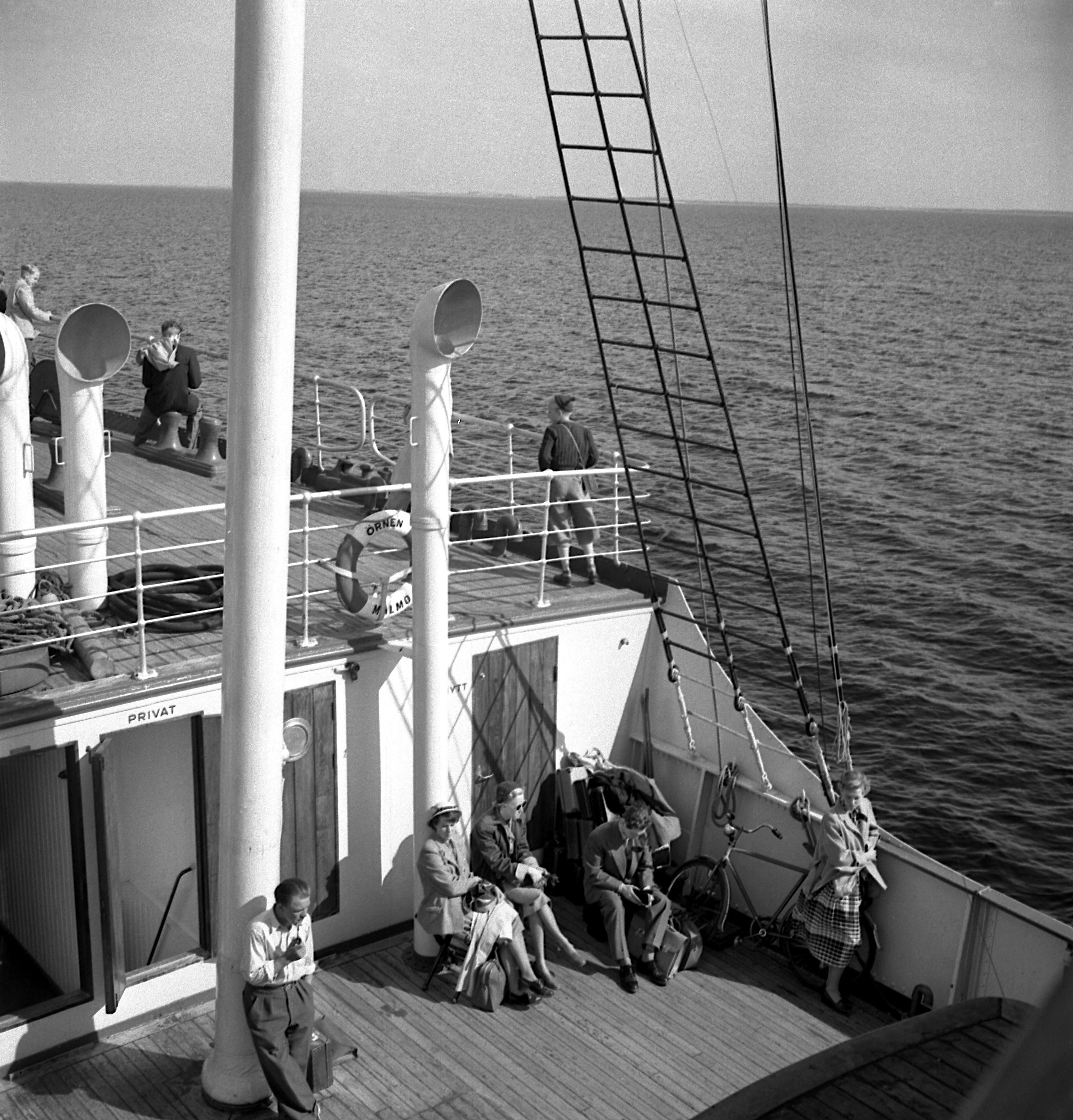
Sundet, soldäck och mast